# Francisco Coll García
Francisco Coll García (Ciutat de València, 1985) és un compositor valencià.

## Biografia[calcitació]
Va estudiar en el Conservatori Superior de Música Joaquín Rodrigo de Ciutat de València i en el Real Conservatorio Superior de Música de Madrid, obtenint Premio de Honor a final de carrera. Ampliant la seua formació amb el compositor Tomás Marco. Des de 2008 estudia composició en la Guildhall School of Music and Drama (Londres) amb Richard Baker, becat per l'IVM i per la 'Guildhall Trust', obtenint el Master in Composition amb 'distinction' i guanyant el premi 'Ian Horsburgh Memorial Prize' per la millor obra de postgrau. Paral·lelament estudià composició amb Thomas Adès, sent el seu únic deixeble.
El seu primer encàrrec el rep de Canadian Brass, "...Whose name I don't want to remember" (2005) per a doble quintet de metall, va ser estrenat en l'Avery Fisher Hall del Lincon Center de Nova York, per Canadian Brass i el Brass Quintet de la Nova York Philarmonic Orchestra.
Guanya el Premi Internacional de Música de Cambra Montserrat amb El Juego Lugubre (2006) per a 2 pianos, i el Premi Nacional de Música "Valencia Crea" amb La Ciudad Paranoica (2007) per a ensemble de 10 instrumentistes.
Aqua Cinereus (2006) per a orquestra, va ser estrenada en el Palau de la Música de Ciutat de València, per l'Orquestra Filharmònica de la Universitat de València dirigida per Cristóbal Soler. Cuando el niño era niño... (2008) per a violí, viola, cel·lo i piano va ser estrenada dins del festival de música contemporània del CDMC obtenint el premi "Carmelo A. Bernaola" del concurs del SGAE. Óxido (2010), per a soprano i ensemble, va ser estrenada en el Wigmore Hall de Londres sota la seua direcció. En 2009 va ser seleccionat per a participar en el curs de composició "Britten-Pears" d'Aldeburgh amb els professors C. Matthews, M. Lindberg i O. Knussen. "Hidden Blue" (2009) Op. 6, per a orquestra, escrita per a la London Symphony Orchestra, va ser interpretada en el Jerwood Hall, LSO St. Luke's sota la direcció de François-Xavier Roth dins del sistema "Panufnik Young Composers". Va guanyar a Londres el premi "Mary Ryan Composition Award 2009". Va estar seleccionat per a representar Espanya en la Tribuna Internacional de Compositors de la UNESCO (Lisboa, 2010). Va ser convidat com compositor resident en el 63è Festival d'Aldeburgh. Entre els últims projectes cal destacar una peça encàrrec de l'Orquestra Filharmònica de Los Angeles, estrenada en 2011 en el Walt Disney Concert Hall sota la direcció de Thomas Adès, així com una obra encàrrec dels Festivals d'Aldeburgh (Regne Unit), Aix (França) i Verbier (Suïssa). El 2014 estrenà òpera en la Royal Opera House de Londres amb Café Kafka, presentada en tres funcions. Actualment és compositor resident de la Jove Orquestra de la Generalitat Valenciana. La seua obra està publicada per la prestigiosa editorial Faber Music.

## Obra[calcitació]
- Aforismos (2003) per a piano sol.
- El Juego Lugubre (2006) per a 2 pianos.
- Op.1 Aqua Cinereus (2006) per a gran orquestra.
- Op.2 La Ciudad Paranoica (2007) per a ensemble de 10 intèrprets.
- Op.3 Cuando el niño era niño... (2008) per a quartet amb piano.
- Op.4 El Eterno Presente (2008) per a trombó i orquestra.
- Op.5 Shadow song (2008-09) per a veus i ensemble menut.
- Op.6 Hidden Blue (2009) per a orquestra.
- Op.7 Piedras SKTCH (2009) per a ensemble de 8 intèrprets.
- Op.8 Capricho (2009) per a cel·lo i piano.
- Op.9 Óxido (2010) per a soprano i ensemble.
- Op.10 ...de voz aceitunada, (2010) per a flauta, viola i arpa.
- Op.11 Piedras (2010) per a orquestra de cambra, encàrrec de l'Orquestra Filharmònica de Los Angeles
- Op.12 Zortziko (2010) per a octet.
- Op.13 Ich Selbst... (2010/11) per un trombó alt i ensemble, encàrrec del IVM.
- Op.14 Sguardo verso l'interno (2011) per a quartet de corda i clarinet, encàrrec dels Festivals d'Aix-en-Provence (França), Aldeburgh (Regne Unit) i Verbier (Suïssa).
- Café Kafka (2014) estrenada al Royal Opera House de Londres.

## Premis[calcitació]
- "Hui, Hui música, Premio Arts XXI (2005) per Aforismos
- "Vicent Galbis", Premio de Interpretación (2005).
- Premi Setmana Internacional de Música de Cambra (Terrassa, 2006) per El Juego Lúgubre
- Premi Nacional "Valencia Crea" (2007) per La Ciudad Paranoica
- Premio Jóvenes intérpretes "Villa Castellnovo". (2007)
- "Carmelo A. Bernaola" Premio de composición SGAE (2008) per Cuando el niño era niño...
- LSO Discovery Panufnik Young Composers Scheme (2008)
- "Mary Ryan" Composition Award (2009)
- "Ian Horsburgh Memorial Prize" (Londres, 2010)